# Wilhelmine Halberstadt

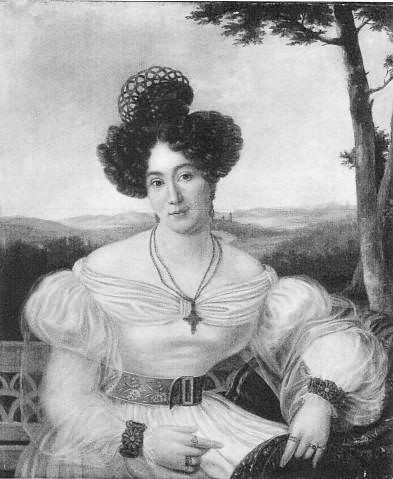
Wilhelmine Halberstadt

Elisabeth Friederike Wilhelmine Halberstadt (* 24. Januar 1776 in Korbach; † 11. März 1841 in Kassel) war eine deutsche Pädagogin und Schriftstellerin.

## Herkunft
Wilhelmine Halberstadt wurde als Tochter des Juristen Carl Franz Halberstadt und der Marie Christiane geb. Schmidt geboren. Ihre Eltern stammten aus sehr wohlhabenden Familien, ihr Vater war auch Landbesitzer in Amerika. Die väterlichen Großeltern waren der Oberrentmeister Johann Henrich Halberstadt in Kassel und Catharina Elisabeth geb. Heppe. Wilhelmines Vater arbeitete zuletzt als Rechtsgelehrter und Sekretär bei einem Fürsten Reuß. Von einer Reise nach Amerika, wo er seinen Ländereien verkaufen wollte, kam er nicht mehr zurück und galt seitdem als verschollen.
Die mütterlichen Großeltern waren der Hochfürstliche Hofapotheker Johann Adolf Schmidt, Gründer der Hirschapotheke in Korbach, und Sophie Friederike geb. Freiin Forstmeister von Gelnhausen. Ferner war sie eine entfernte Cousine von Karl August Varnhagen von Ense, da Wilhelmines mütterliche Urgroßmutter Anna Maria Schmidt eine geborene Varnhagen war. Wilhelmines Mutter hing sehr stark an ihrer aristokratischen Herkunft und den daraus hergeleiteten Wertvorstellungen.

## Leben
Wilhelmine bildete sich autodidaktisch zur Erzieherin aus, um für die Mutter und die Geschwister sorgen zu können. Von 1806 bis 1812 war sie Erzieherin in einer Lübecker Familie. 1812 gründete sie in Trier, dem Wohnort ihrer Mutter, eine „Erziehungsanstalt“ für Mädchen, in der Kinder aus armen Verhältnissen unterrichtet wurden. Zwar hatte sie als Protestantin anfangs mit großen Schwierigkeiten zu kämpfen, wurde jedoch vom Trierer Bischof und der übrigen katholischen Geistlichkeit unterstützt. Der baldige Tod ihrer Mutter und in der Folge auch der ihres Verlobten sowie der sich zuspitzende konfessionelle Streit in Trier bewegten sie 1822 zur Schließung ihres Instituts. 
Sie ging nach Kassel, wo sie die zweite Auflage ihres Werkes: Ueber Würde und Bestimmung des Weibes, jungen Frauenzimmern gewidmet sowie ihr Schulbuch, als erste Uebung im Lesen und Denken, nach der Lautmethode. Ein Geschenk für fleißige Kinder herausgab. Danach gründete sie mehrere Mädchenschulen, zunächst für sogenannte „höhere Töchter“. Den Beginn machte die 1823 gegründete „Erziehungsanstalt für Töchter höherer Stände“, die sich gut entwickelte und bald über 100 Schülerinnen aufzuweisen hatte. Besondere Bedeutung erlangte sie durch die Errichtung 1831/32 der nach ihr benannten „Halberstädtschen Freischule“ für arme Mädchen (1876 in den Städtischen Schulverband überführt), in die sie sozial benachteiligte Mädchen aufnahm und ihnen eine Berufsausbildung ermöglichte. Als die Zahl dieser armen Kinder sich immer mehr vermehrte, finanzierte sie aus eigenen Mitteln den Bau zweier Häuser für ihre beiden Institute. Schließlich errichtete sie 1833 die „Halberstädtsche Fräuleinstiftung für vaterlose Töchter“, eine Art Rentenversicherung für Frauen.
Sie war bereits zu Lebzeiten eine weithin bekannte Frau und wurde im 19. Jahrhundert in einem Atemzuge mit August Hermann Francke genannt. In Kassel erinnert heute eine „Wilhelmine-Halberstadt-Straße“ an sie.

## Schriften
Sie publizierte diverse Bücher über Mädchenerziehung und schrieb auch für die Allgemeine Schulzeitung über die Bildung von Mädchen, darunter:
- Ueber Würde und Bestimmung der Frauen, Hamburg 1808
- Gemälde häuslicher Glückseligkeit für Jungfrauen, 1. Band, Frankfurt am Main 1820
- Schulbuch, als erste Uebung im Lesen und Denken, nach der Lautmethode. Ein Geschenk für fleißige Kinder, Kassel 1822
- Gedanken einer Erzieherin über Bildung des Gefühls und der Gemütsreligion, in: Allgemeine Schulzeitung, Nr. 101/102 vom 30. August und 1. September 1825.
- Briefe über Moralität, Würde und Bestimmung des Weibes. Jungen Frauenzimmern gewidmet, Kassel 1825